# 卢世璧
卢世璧（1930年7月8日—2020年3月28日），湖北宜昌人，中国骨科专家，中国工程院院士，现任中国人民解放军骨科研究所所长，中国人民解放军总医院主任医师、教授。

## 生平
1956年毕业于中国协和医学院。1996年当选为中国工程院院士。